# 不逞鮮人
不逞鮮人(ふていせんじん)とは、戦前の日本において、韓国併合後の日本政府に不満を持つ内地の朝鮮出身者や、満洲の朝鮮人反体制派、朝鮮独立運動家、犯罪者をさした。

## 概要
1910年の日韓併合以後、それまでの呼称の「韓人」（大韓帝国人）にかわり、「鮮人」という表現を用いるようになる。
1912年2月の寺内正毅朝鮮総督暗殺未遂事件で、「不逞事件ニ依ッテ見タル朝鮮人」という文書が作成されたのが、「不逞」という表現をはじめに用いた例とされる。
1919年の三・一独立運動以降、テロを行う朝鮮人が恐怖と不安の対象となり、「不逞鮮人」という表現が登場し、一時期は流行語にもなった。
今村鞆によると、「排日鮮人」という語を韓国統監府の伊藤博文が嫌って公文書に表記することを禁止したため、警務局の誰かによって造られたという。また戦前には「怪鮮人」と共に新聞等でも公に使われていた。
金富子は、現代この用語を使用することは差別語とみなされるとしている。
コラムニストの勝谷誠彦は、自身が発行する有料メルマガの中で、度々「不逞鮮人」「不逞朝鮮人」という単語を用いた。

## 関連事件
- 李王世子暗殺未遂事件で犯人の徐相漢は不逞鮮人として報道された[10]。
- 関東大震災の際、不逞鮮人による事件が起こっていると報じられた。2019年に開催された関東大震災朝鮮人虐殺事件追悼集会に対抗し、日本の保守系団体の集会参加者が、碑文に刻まれている犠牲者数には根拠がないとして撤去を要求するスピーチのなかでこの単語を使用した件に対して、翌年東京都は都人権尊重条例に基づき「不逞」などの単語の使用が「ヘイトスピーチ」であると認定した[11]。
- 小樽高商軍事教練事件では不逞鮮人が起こした暴動を鎮圧するとの演習想定に対して批判が殺到した。

## 関連作品
- 中西伊之助著、短編小説「不逞鮮人」[12]。